# Локаст-Гроув (Оклахома)
Локаст-Гроув (англ. Locust Grove) — місто (англ. town) в США, в окрузі Мейз штату Оклахома. Населення — 1371 особа (2020).

## Географія
Локаст-Гроув розташований за координатами 36°11′52″ пн. ш. 95°10′6″ зх. д. / 36.19778° пн. ш. 95.16833° зх. д. (36.197725, -95.168468).  За даними Бюро перепису населення США в 2010 році місто мало площу 4,53 км², уся площа — суходіл.

## Демографія
Згідно з переписом 2010 року, у місті мешкали 1423 особи в 538 домогосподарствах у складі 377 родин. Густота населення становила 314 особи/км².  Було 615 помешкань (136/км²).
Расовий склад населення:
| - 51,0 % — білих - 36,3 % — корінних американців - 0,4 % — вихідців з тихоокеанських островів - 0,1 % — чорних або афроамериканців - 0,1 % — азіатів |

До двох чи більше рас належало 11,8 %. Частка іспаномовних становила 3,7 % від усіх жителів.
За віковим діапазоном населення розподілялося таким чином: 31,1 % — особи молодші 18 років, 56,5 % — особи у віці 18—64 років, 12,4 % — особи у віці 65 років та старші. Медіана віку мешканця становила 32,2 року. На 100 осіб жіночої статі у місті припадало 93,3 чоловіків;  на 100 жінок у віці від 18 років та старших — 86,3 чоловіків також старших 18 років.
Середній дохід на одне домашнє господарство  становив 36 163 долари США (медіана — 25 234), а середній дохід на одну сім'ю — 44 368 доларів (медіана — 34 821). Медіана доходів становила 42 708 доларів для чоловіків та 23 147 доларів для жінок. За межею бідності перебувало 31,9 % осіб, у тому числі 42,1 % дітей у віці до 18 років та 19,1 % осіб у віці 65 років та старших.
Цивільне працевлаштоване населення становило 534 особи. Основні галузі зайнятості: освіта, охорона здоров'я та соціальна допомога — 27,5 %, роздрібна торгівля — 15,2 %, виробництво — 14,6 %.